# Richard Hobzik
Richard "Riša" Hobzik (* 4. April 1963 in Prag) ist ein ehemaliger tschechischer Badmintonspieler.

## Karriere
Im Alter von 16 Jahren machte er 1980 in der ČSSR erstmals auf sich aufmerksam, als er die bis zu drei Jahre ältere Konkurrenz mit einem dreifachen Titelgewinn bei den tschechoslowakischen Juniorenmeisterschaften in Schach hielt. Ein Jahr später gelang es ihm erneut, alle drei möglichen Titel zu erkämpfen. 1984 holte er sich im Herrendoppel seinen ersten Titel bei den Erwachsenen gemeinsam mit Miroslav Šrámek. In der Folgezeit war seine Karriere durch immer wiederkehrende Verletzungen des Schlagarms geprägt, so dass sich ein frühzeitiges Karriereende abzeichnete. Mit seinem Team Meteor Prag gelangen ihm jedoch noch mehrere Mannschaftstitelgewinne. Überraschend feierte er 1994 ein Comeback als tschechischer Meister im Herrendoppel, wenngleich er auch diese Goldmedaille an der Seite des zu dieser Zeit überragenden Tomasz Mendrek errang. In der Folgezeit förderte er verstärkt die sportlichen Ambitionen seines Sohns Adam im Badminton.
Richard Hobzik, von Freunden "Hobza" (deutsch ausgesprochen "Hoppsa") genannt, wohnt auch heute noch in Prag und ist beruflich bei Metrostav, der Baufirma der Prager U-Bahn, tätig.

## Nationale Titel
| Saison | Veranstaltung                                          | Disziplin    | Sieger                           |
| ------ | ------------------------------------------------------ | ------------ | -------------------------------- |
| 1980   | Tschechoslowakische Einzelmeisterschaften der Junioren | Mixed        | Richard Hobzik / Eliška Klučková |
| 1980   | Tschechoslowakische Einzelmeisterschaften der Junioren | Herrendoppel | Radek Goldmann / Richard Hobzik  |
| 1980   | Tschechoslowakische Einzelmeisterschaften der Junioren | Herreneinzel | Richard Hobzik                   |
| 1981   | Tschechoslowakische Einzelmeisterschaften der Junioren | Mixed        | Richard Hobzik / Jitka Čuprová   |
| 1981   | Tschechoslowakische Einzelmeisterschaften der Junioren | Herrendoppel | Jiří Dufek / Richard Hobzik      |
| 1981   | Tschechoslowakische Einzelmeisterschaften der Junioren | Herreneinzel | Richard Hobzik                   |
| 1984   | Tschechoslowakische Einzelmeisterschaften              | Herrendoppel | Miroslav Šrámek / Richard Hobzik |
| 1994   | Tschechische Einzelmeisterschaften                     | Herrendoppel | Tomasz Mendrek / Richard Hobzik  |